# مركز ديودورو للألعاب المائية

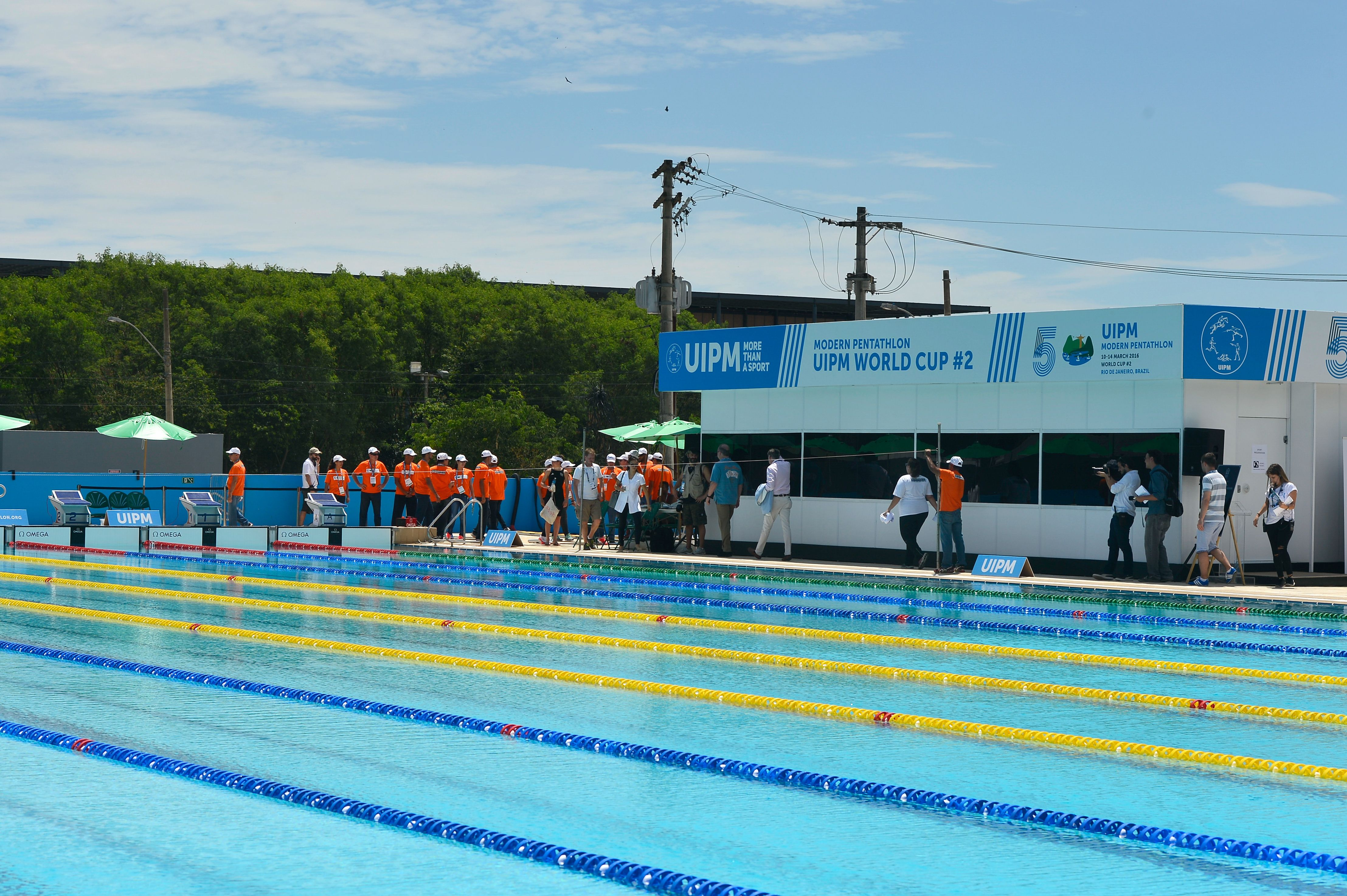
مركز ديودورو للألعاب المائية.

مركز ديودورو للألعاب المائية (بالإنجليزية: Deodoro Aquatics Centre)‏ مركز مُخصّص لرياضة السباحة في ديودورو، ريو دي جانيرو، البرازيل، وقد استضاف المركز بطولة السباحة في الخماسي الحديث في الألعاب الأولمبية الصيفية 2016.